# Bhutan National League 2012-2013
La stagione 2012-2013 è stata la 28ª edizione del campionato bhutanese di calcio e prima edizione della Bhutan National League, la massima divisione del campionato bhutanese di calcio. Il torneo è stato vinto dallo Yeedzin Football Club. Essendo previsto un ampliamento del numero delle squadre partecipanti, in questa prima edizione non ci sono state retrocessioni.

## Squadre partecipanti
| Club          | Distretto | Stadio                |
| ------------- | --------- | --------------------- |
| Drukpol       | Thimphu   | Stadio Changlimithang |
| Phuentsholing | Chukha    | ?                     |
| Samtse        | Samtse    | ?                     |
| Ugyen Academy | Punakha   | ?                     |
| Yeedzin       | Thimphu   | Stadio Changlimithang |
| Thimphu City  | Thimphu   | Stadio Changlimithang |

## Classifica finale
| Pos. | Squadra       | Pt | G  | V | N | P  | GF | GS | DR  |
| ---- | ------------- | -- | -- | - | - | -- | -- | -- | --- |
| 1.   | Yeedzin       | 26 | 10 | 8 | 2 | 0  | 23 | 5  | +18 |
| 2.   | Drukpol       | 18 | 10 | 6 | 0 | 4  | 25 | 20 | +5  |
| 3.   | Ugyen Academy | 17 | 10 | 5 | 2 | 3  | 22 | 15 | +7  |
| 4.   | Thimphu City  | 16 | 10 | 5 | 1 | 4  | 27 | 17 | +10 |
| 5.   | Phuentsholing | 10 | 10 | 3 | 1 | 6  | 13 | 22 | -9  |
| 6.   | Samtse        | 0  | 10 | 0 | 0 | 10 | 6  | 37 | -31 |

## Verdetti
- Qualificata alla Coppa del Presidente dell'AFC 2013:

 Yeedzin - Campione del Bhutan

### Premi
- Premi in denaro:[1]

 Yeedzin - 400.000 Nu
 Drukpol - 200.000 Nu
 Ugyen Academy - 100.000 Nu
- Premio Fair Play:[1]

 Samtse

## Calendario e risultati
| andata       | 1ª giornata           | ritorno         |
| 23 dic. 2012 |                       | 26-27 gen. 2013 |
| 0-1          | Zimdra-Ugyen Academy  | 3-5             |
| 1-2          | Phuentsholing-Yeedzin | 0-2             |
| 1-5          | Samtse-Drukpol        | 1-5             |

| andata       | 2ª giornata           | ritorno     |
| 30 dic. 2012 |                       | 2 feb. 2013 |
| 1-1          | Yeedzin-Ugyen Academy | 2-0         |
| 1-2          | Phuentsholing-Drukpol | 3-4         |
| 0-3          | Samtse-Zimdra         | 0-4         |

| andata      | 3ª giornata           | ritorno      |
| 5 gen. 2013 |                       | 10 feb. 2013 |
| 2-1         | Drukpol-Ugyen Academy | 3-1          |
| 1-1         | Zimdra-Yeedzin        | 0-4          |
| 0-1         | Samtse-Phuentsholing  | 1-2          |

| andata       | 4ª giornata          | ritorno         |
| 13 gen. 2013 |                      | 23-24 feb. 2013 |
| 0-2          | Drukpol-Yeedzin      | 1-2             |
| 3-2          | Phuentsholing-Zimdra | 0-6             |
| 8-1          | Ugyen Academy-Samtse | 2-1             |

| andata       | 5ª giornata                 | ritorno         |
| 20 gen. 2013 |                             | 16-19 feb. 2013 |
| 1-1          | Ugyen Academy-Phuentsholing | 2-1             |
| 2-3          | Drukpol-Zimdra              | 1-5             |
| 0-4          | Samtse-Yeedzin              | 1-3             |